# Heilige Geestgodshuis (Lier)

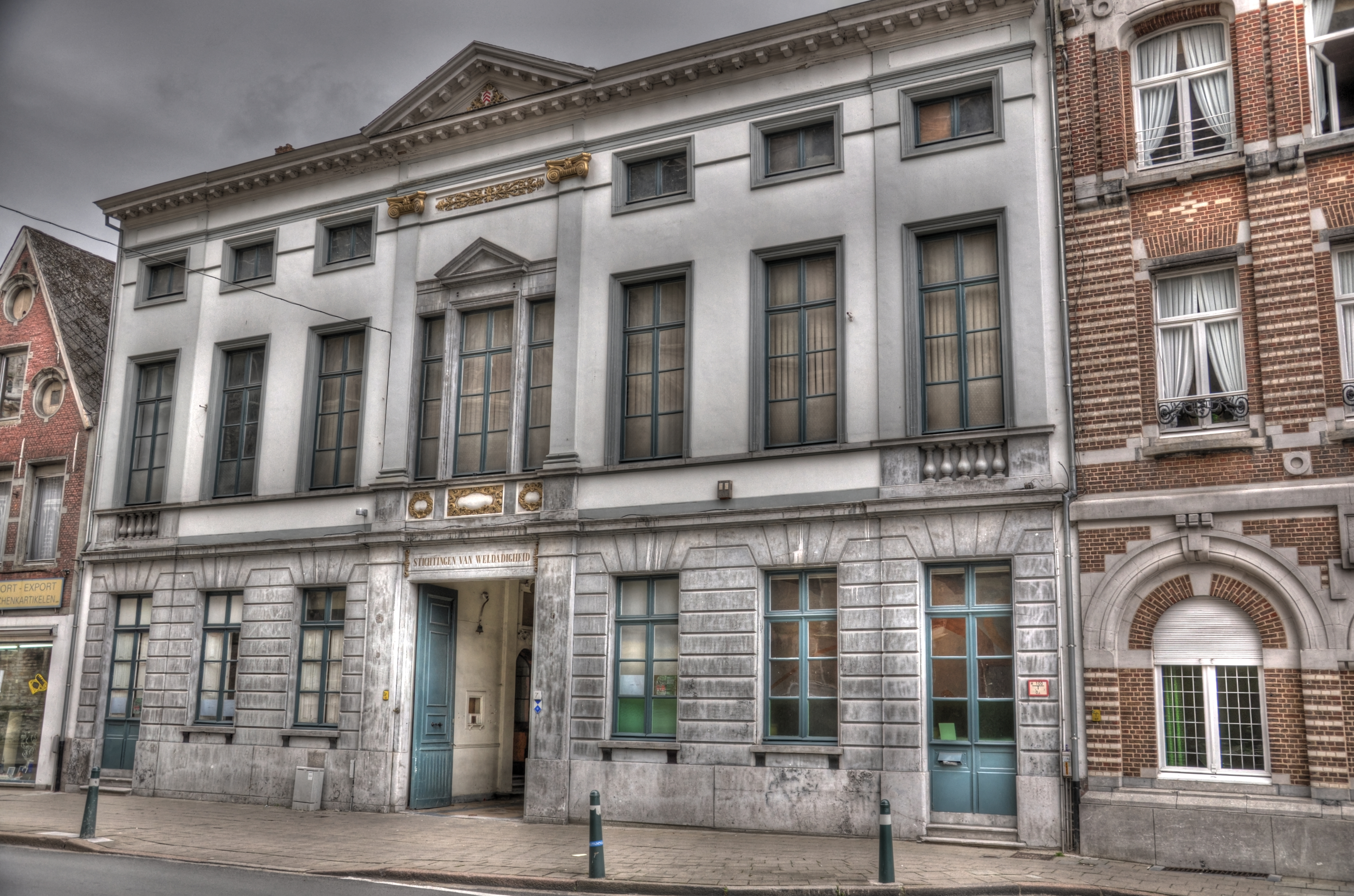
Heilige Geestgodshuis te Lier.

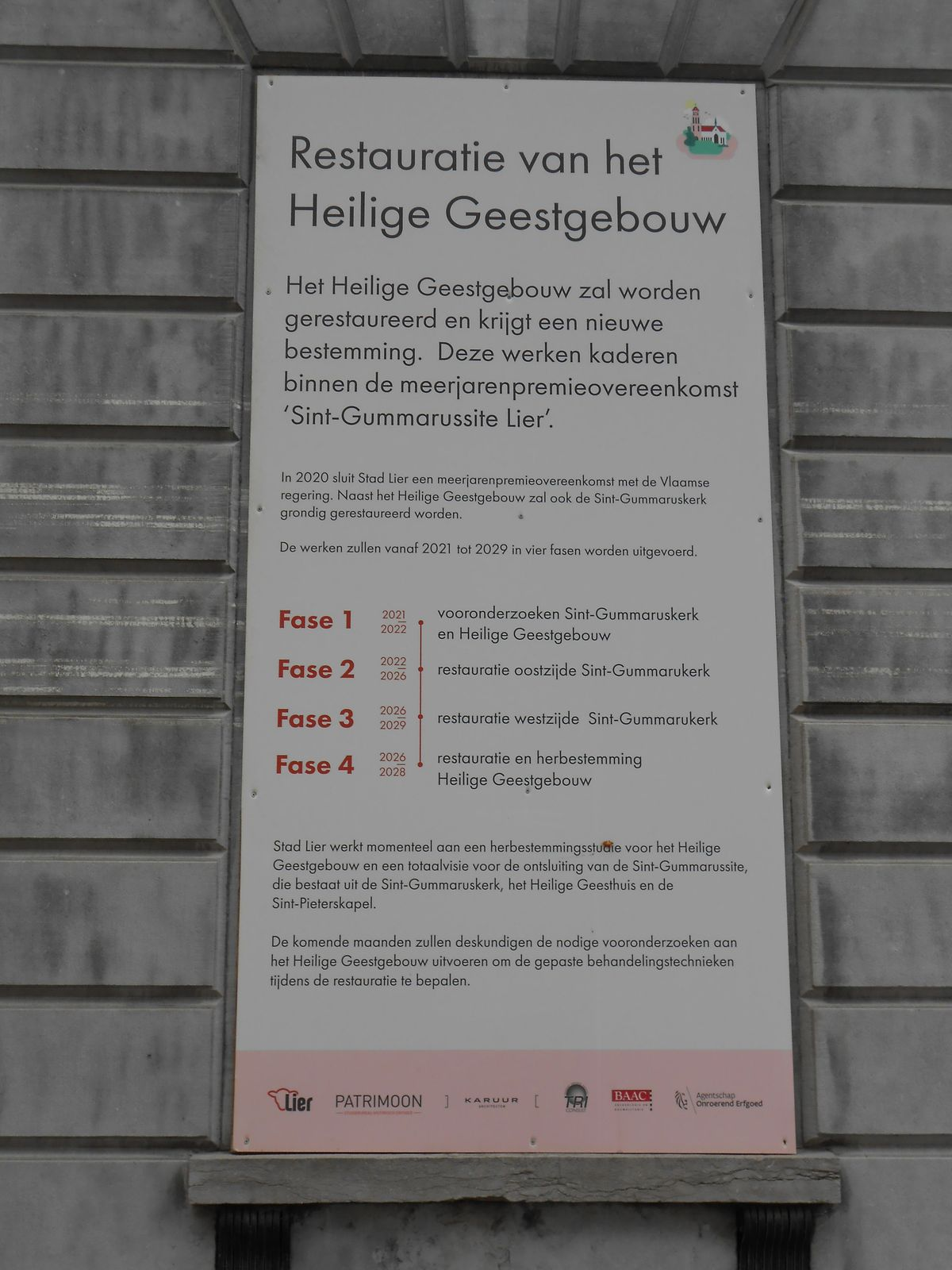
Infopaneel restauratie (vanaf 2024).

Het Heilige Geestgodshuis is een historisch gebouw, gelegen aan de Heilige-Geeststraat 7, tegenover de Sint-Gummaruskerk te Lier in de Belgische Kempen. Het gebouw was oorspronkelijk de zetel van de Lierse Heilige Geesttafel, een liefdadigheidsinstelling, in de 13e eeuw gesticht door kanunnik Francke van het kapittel van Sint-Gummarus. Nog tot de 18e eeuw bleef het gebouw de zetel van de armenzorg, toen het “Bestuur van Weldadigheid”, de voorloper van de latere OCMW. Nadien is het gebouw nog gebruikt als stadsarchief, en na 2020 als ruilwinkel. 
Eind 2020 sloten de stad Lier en de Vlaamse Regering een meerjarenplan voor de restauratie van de Sint-Gummarussite, waar het gebouw toe behoort, samen met de Sint-Gummaruskerk en de Sint-Pieterskapel. Het erfgoedpremiedossier zou in maart 2024 worden ingediend, waarna de restauratiewerken vanaf 2026 kunnen starten.
De bestemming van het gerestaureerde gebouw is nog niet definitief bepaald. In 2021 werd gedacht aan een sociale invulling, in lijn met de geschiedenis van het gebouw, en in 2023 aan een nieuwe toekomst als “Huis van het Kind”.

## Heilige Geestsite
De volledige site bestaat uit vier gebouwen rond een binnenplaats, die diende als verbinding: 
- Een voorbouw aan de straatzijde (oost-west), met een 15de-eeuwse kern en een latere neoclassicistische lijstgevel uit 1851. Dit was oorspronkelijk de zetel van de Lierse armenzorg.
- Het achtergebouw, oorspronkelijk een pakhuis, de “Tiendenschuur” (opslagplaats voor de renten en tienden in natura, waarop de H.-Geesttafel destijds recht had),[3] werd gebouwd in 1616 palend aan de voormalige Sint-Pietersvliet.
- De westvleugel is het voormalige koetshuis uit het begin van de 19de eeuw.
- De oostvleugel, gebouwd 17e-19e eeuw, was het gebouw voor de ontvanger.

Binnen het achterliggend perceel lag tussen de 16e en het begin van de 20e eeuw de Sint-Pietersvliet. 

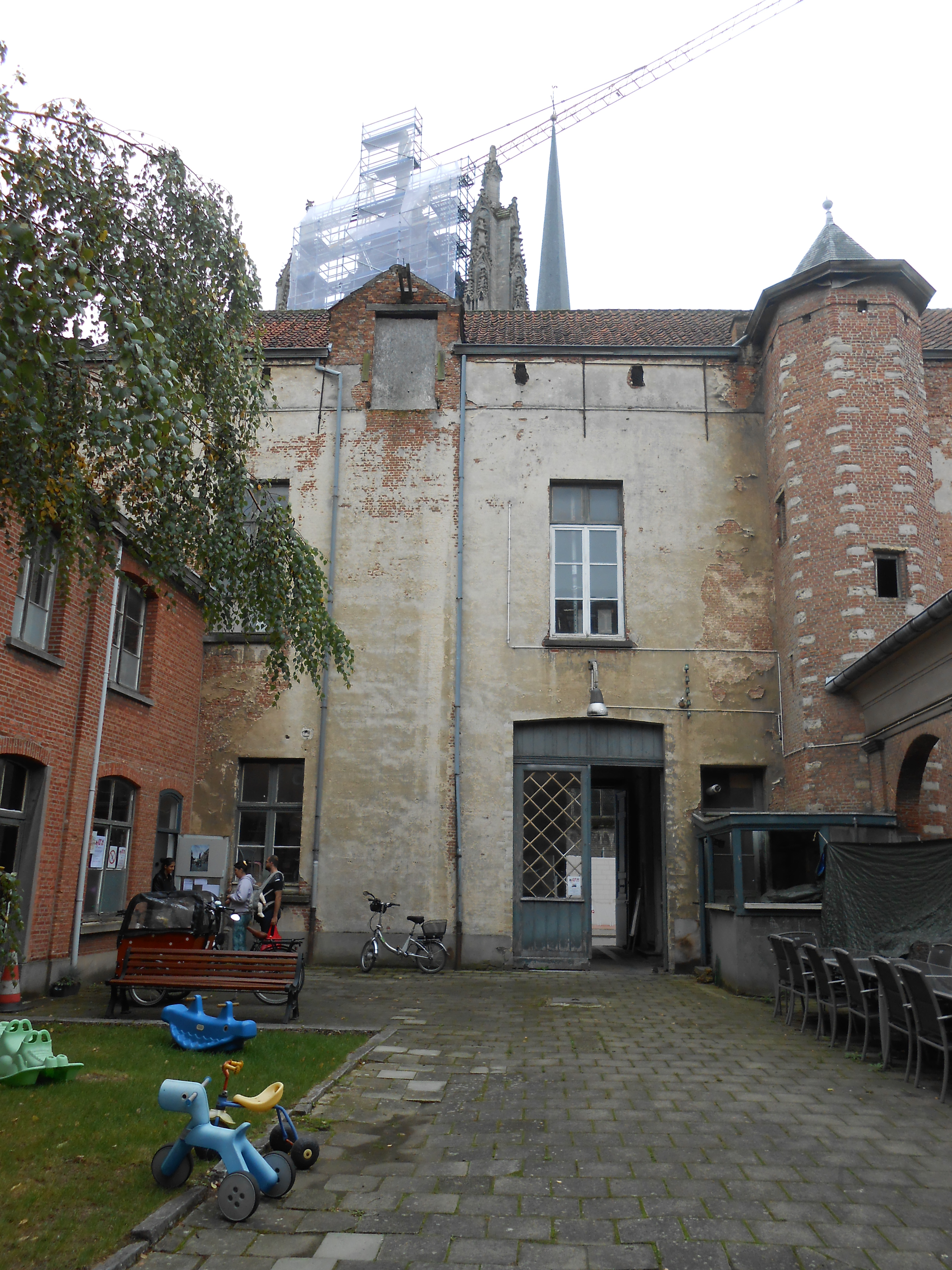
Voorbouw, binnenzijde
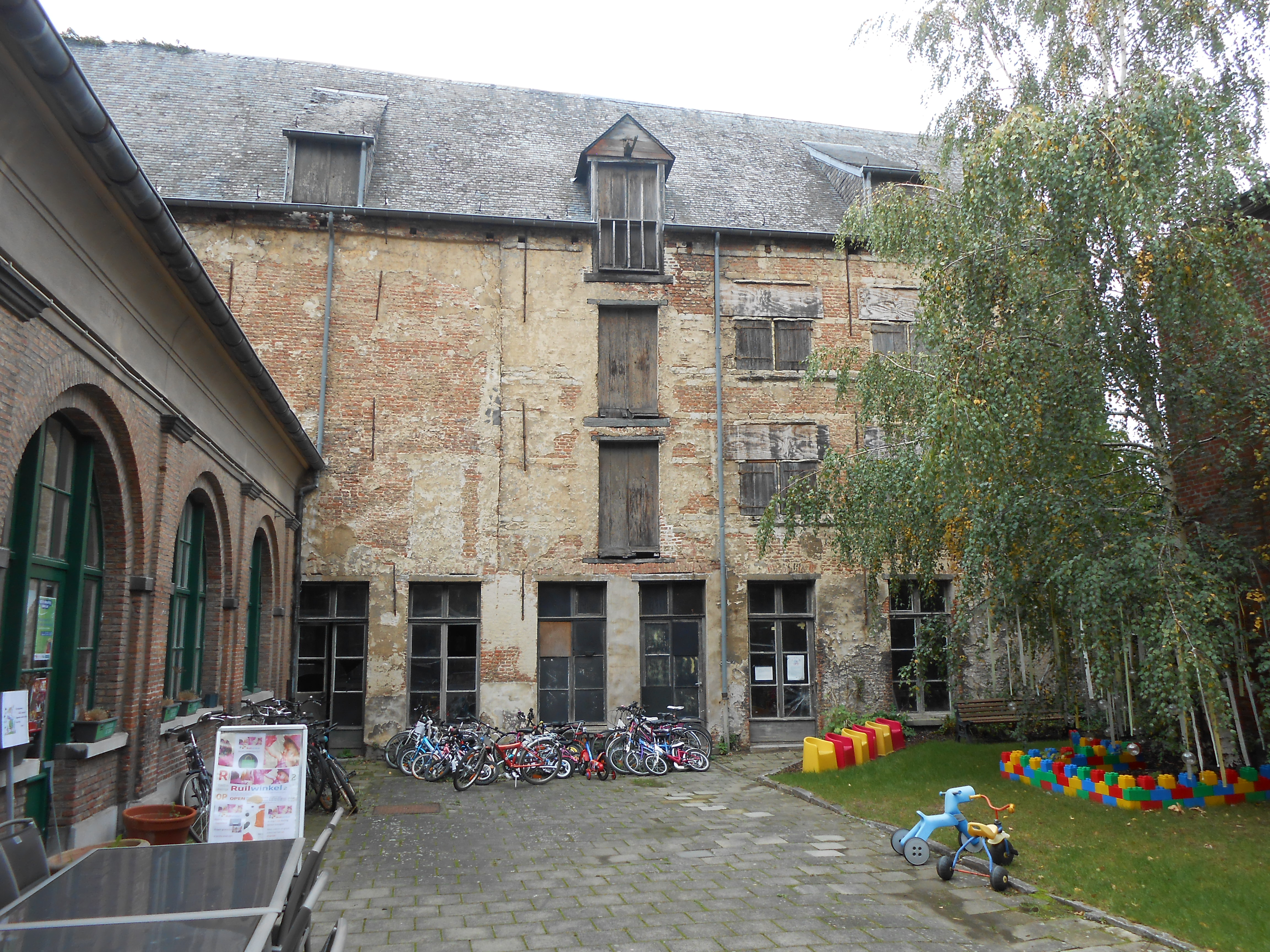
Achtergebouw
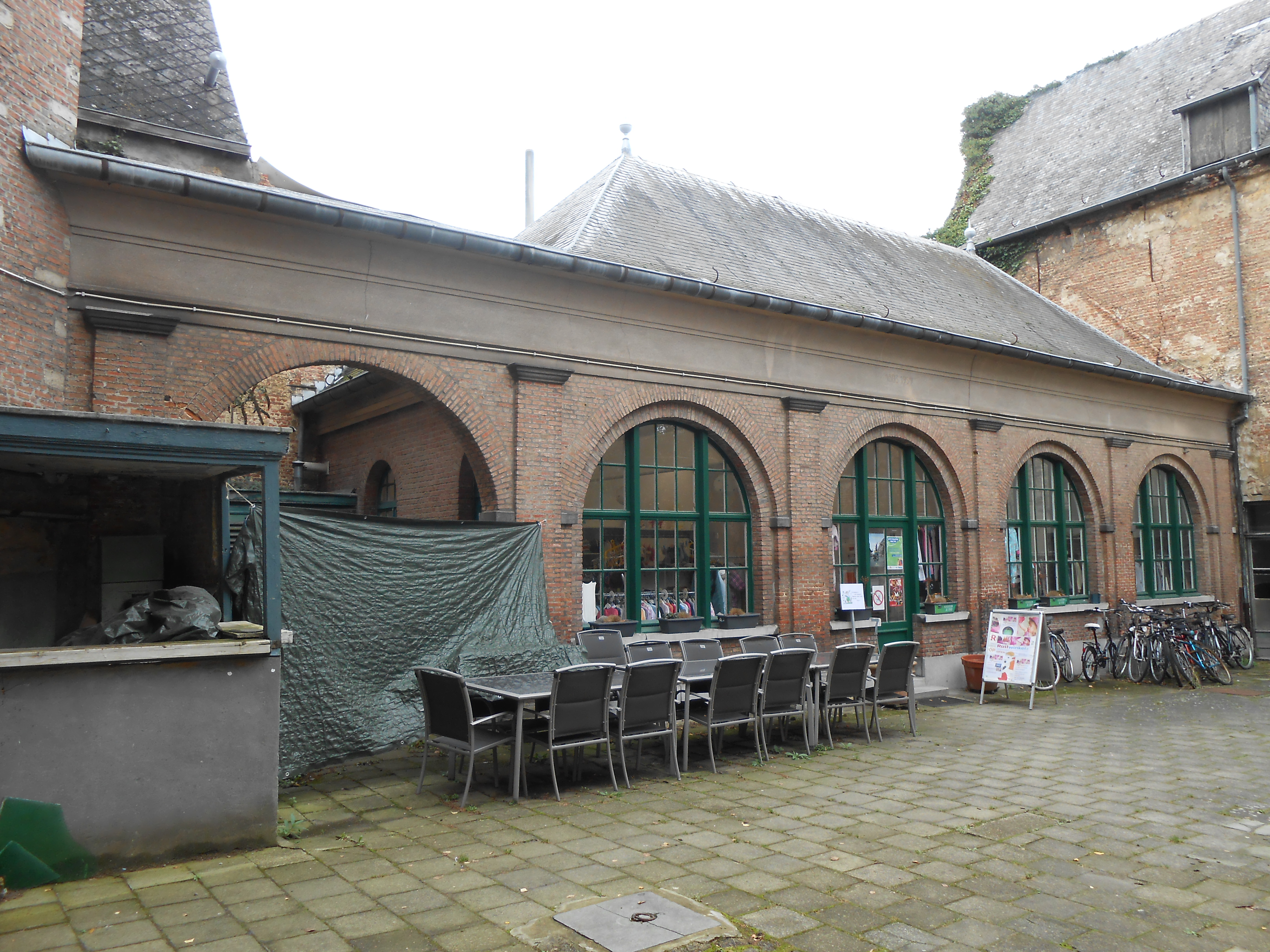
Westvleugel
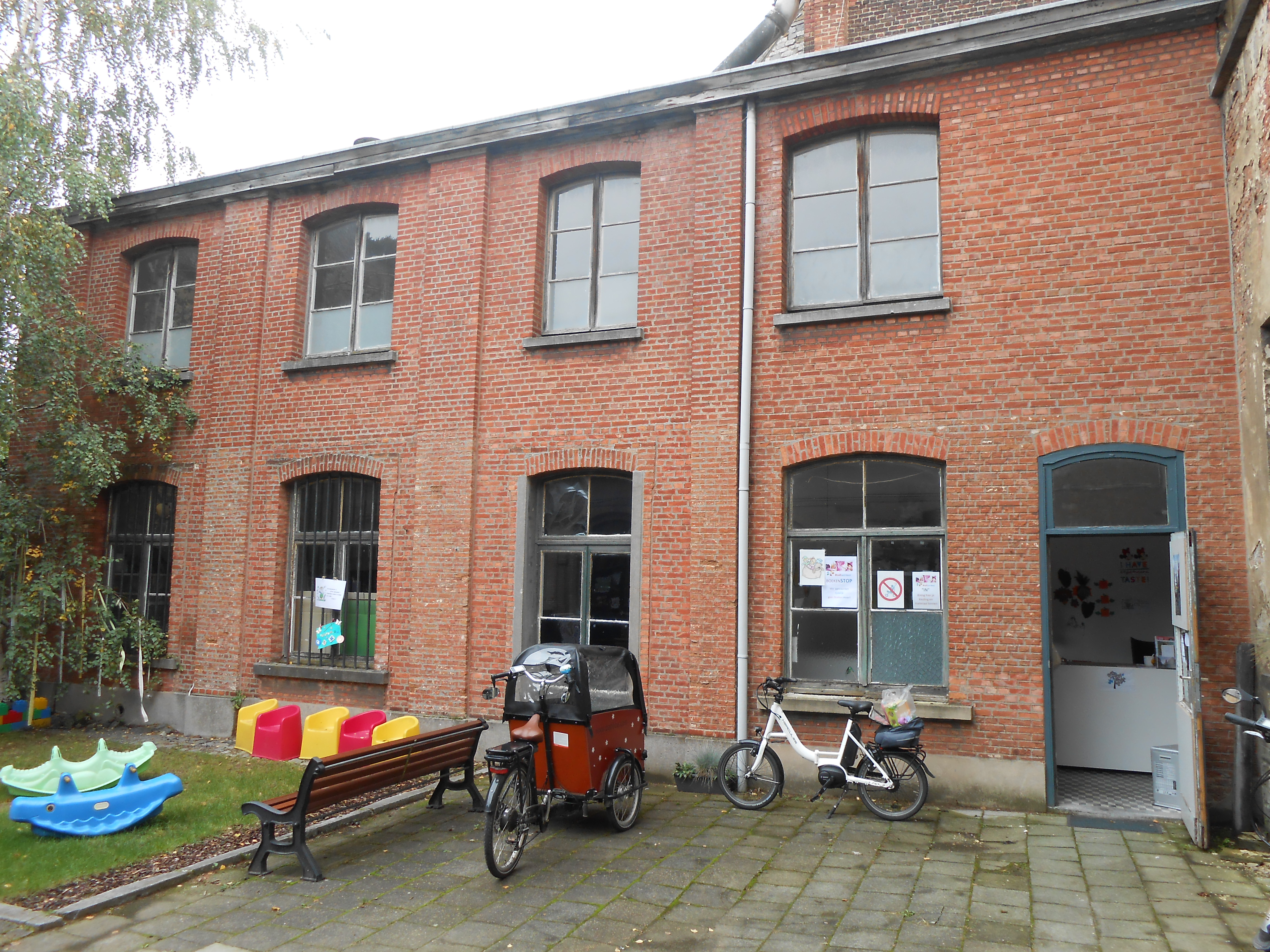
Oostvleugel